# Clesles
Clesles est une commune française, située dans le département de la Marne en région Grand Est.

## Géographie
Actuellement, parmi les dix-huit communes du canton d'Anglure qui regroupent 191,01 km2 et une population de 6 570 habitants, Clesles se place au sixième rang quant à l'importance de sa superficie, avec 13,26 km2, et sixième également quant au nombre d'habitants, avec un chiffre de 560 âmes. C'est dans ce canton, un bourg d'une certaine importance formant l'un des maillons de la couronne nord de l'agglomération de Romilly-sur-Seine et de ses 20 000 habitants. C'est la commune située la plus au sud du département.
La Seine, imposant cours d'eau, « véritable chemin qui marche et porte où l'on veut aller », selon Pascal, et sa vallée au sol fertile, permirent dès les premiers âges la fixation  d'une population exceptionnellement nombreuse, et assura une très forte activité à tous les riverains. On y voyait bateaux, margotas, barques de tous genres, trains de bois et même, avant l'établissement des chemins de fer, des coches ou vedettes pour voyageurs entre Troyes et Paris. Mais cette vallée fut aussi une route d'invasion, et les historiens se trouvent devant un très ancien et respectable passé, conséquence de l'importance de la situation géographique des lieux. Pour l'historien Calmette, les habitants de Clesles descendraient d'une colonie helvétique.
|                    | Bagneux                      | Étrelles-sur-Aube |
| Saint-Just-Sauvage | Clesles                      | Saint-Oulph       |
|                    | Maizières-la-Grande-Paroisse | Châtres           |

### Hydrographie
La commune est dans la région hydrographique « la Seine de sa source au confluent de l'Oise (exclu) » au sein du bassin Seine-Normandie. Elle est drainée par la Seine, l'ancien canal de la Haute Seine, le canal des Moulins de Sauvage, divers bras des Moulins de Sauvage, la noue de Ferloup, la noue des Fourchus, la Seine, le canal des Moulins de Sauvage, le cours d'eau 01 des Menus Prés, le Fossé 01 de la Presle, le Fossé 01 du Clos Baillot, le Fossé 01 du Gobyat, le Fossé 02 du Gobyat, divers bras de la Noue de Ferloup, divers bras des Moulins de Sauvage et divers autres petits cours d'eau,.
La Seine, un fleuve long de 775 km, coule dans le Bassin parisien et notamment dans le département de l’Aube en le traversant du sud-est au nord-ouest. Elle irrigue la commune dans sa partie centrale
L'ancien canal de la Haute Seine est un canal, chenal non navigable de 38 km reliant Barberey-Saint-Sulpice à Marcilly-sur-Seine où il se jette dans l'Aube.
Le canal de Sauvage est un cours d'eau naturel non navigable de 11 km qui relie Clesles à Saint-Just-Sauvage où il se jette dans la Seine.

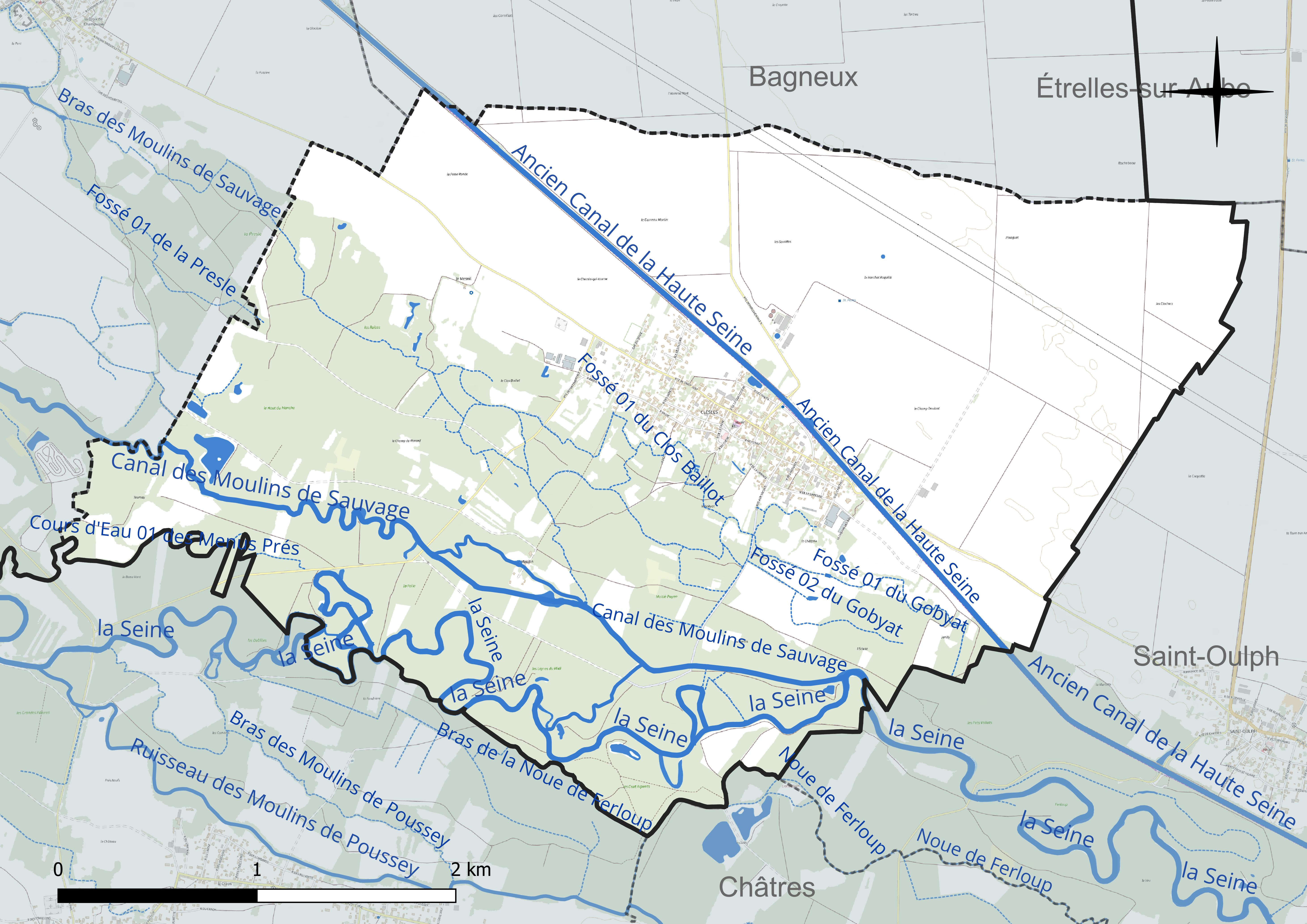
Réseau hydrographique de Clesles.

### Climat
Pour des articles plus généraux, voir Climat du Grand Est et Climat de la Marne.
En 2010, le climat de la commune est de type climat océanique dégradé des plaines du Centre et du Nord, selon une étude du Centre national de la recherche scientifique s'appuyant sur une série de données couvrant la période 1971-2000. En 2020, Météo-France publie une typologie des climats de la France métropolitaine dans laquelle la commune est exposée à un climat océanique altéré et est dans la région climatique  Nord-est du bassin Parisien, caractérisée par un ensoleillement médiocre, une pluviométrie moyenne régulièrement répartie au cours de l’année et un hiver froid (3 °C).
Pour la période 1971-2000, la température annuelle moyenne est de 10,6 °C, avec une amplitude thermique annuelle de 15,8 °C. Le cumul annuel moyen de précipitations est de 654 mm, avec 11 jours de précipitations en janvier et 7,4 jours en juillet. Pour la période 1991-2020, la température moyenne annuelle observée sur la station météorologique de Météo-France la plus proche, « Romilly », sur la commune de Romilly-sur-Seine à 8 km à vol d'oiseau, est de 11,2 °C et le cumul annuel moyen de précipitations est de 619,5 mm. 
La température maximale relevée sur cette station est de 42,3 °C, atteinte le 25 juillet 2019 ; la température minimale est de −25,2 °C, atteinte le 6 janvier 1971,,.
Les paramètres climatiques de la commune ont été estimés pour le milieu du siècle (2041-2070) selon différents scénarios d'émission de gaz à effet de serre à partir des nouvelles projections climatiques de référence DRIAS-2020. Ils sont consultables sur un site dédié publié par Météo-France en novembre 2022.

## Urbanisme

### Typologie
Au 1er janvier 2024, Clesles est catégorisée commune rurale à habitat dispersé, selon la nouvelle grille communale de densité à sept niveaux définie par l'Insee en 2022.
Elle est située hors unité urbaine. Par ailleurs la commune fait partie de l'aire d'attraction de Romilly-sur-Seine, dont elle est une commune de la couronne,. Cette aire, qui regroupe 26 communes, est catégorisée dans les aires de moins de 50 000 habitants,.

### Occupation des sols
L'occupation des sols de la commune, telle qu'elle ressort de la base de données européenne d’occupation biophysique des sols Corine Land Cover (CLC), est marquée par l'importance des territoires agricoles (48 % en 2018), en augmentation par rapport à 1990 (45,3 %). La répartition détaillée en 2018 est la suivante : 
terres arables (46,5 %), forêts (43,4 %), zones urbanisées (6,6 %), milieux à végétation arbustive et/ou herbacée (2 %), zones agricoles hétérogènes (1,5 %). L'évolution de l’occupation des sols de la commune et de ses infrastructures peut être observée sur les différentes représentations cartographiques du territoire : la carte de Cassini (XVIIIe siècle), la carte d'état-major (1820-1866) et les cartes ou photos aériennes de l'IGN pour la période actuelle (1950 à aujourd'hui).

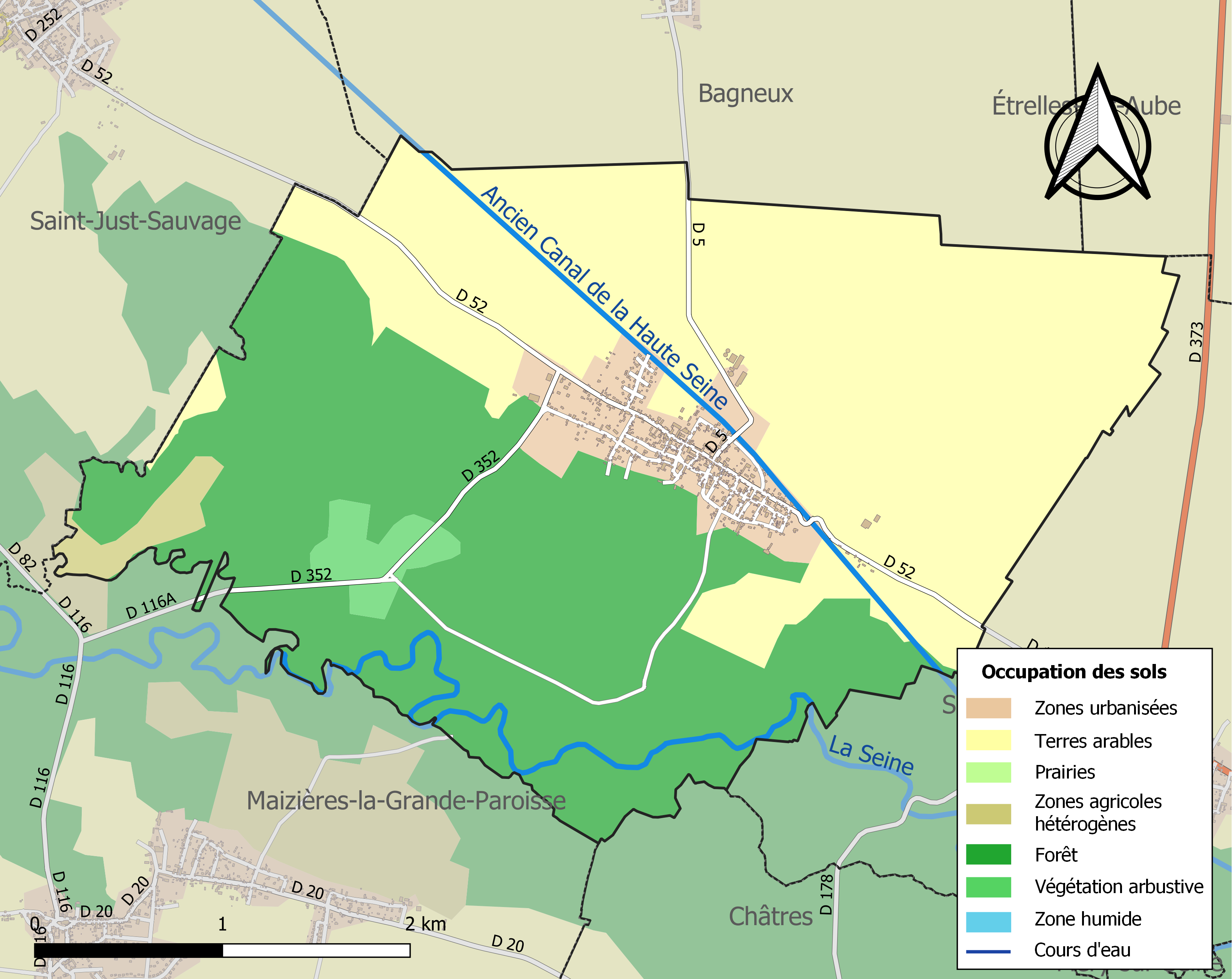
Carte des infrastructures et de l'occupation des sols de la commune en 2018 (CLC).

## Toponymie
Le mot Clesles a bien entendu évolué au cours des siècles et l'on relève successivement :
| Année     | Nom                           |
| --------- | ----------------------------- |
| 1124      | Cleellae                      |
| 1128      | Clelle                        |
| 1168      | Chaeles                       |
| 1202      | Esclelloe                     |
| 1209      | Chaellae                      |
| 1222      | Claelle, Clavelle             |
| 1226      | Chaelae                       |
| 1284      | Cleeleae, Claeelles, Claelles |
| 1313      | Cleelles                      |
| 1506      | Claesles                      |
| 1532      | Cleesle                       |
| vers 1700 | Clesle                        |

Au point de vue toponymie, deux origines latines sont supposées : de Clusella qui signifie petit fort, et Clitellae dérivé de Clita qui a donné barrière.
Les habitants s'appellent les Cleslions mais furent parfois surnommés les Souris, les têtes de Saulx, car l'on fabriquait ici des sabots avec du bois de saule.

## Histoire

### De la préhistoire à 450apr. J.-C.
De l'ère quaternaire jusqu'à la période des Tricasses, dévoilée par la disposition des bâtiments, la forme des toits, la nature des tuiles. De la période néolithique, période la plus rapprochée de la préhistoire, on a découvert en 1880, au Pré de la Pierre, une pierre druidique de sacrifice, un menhir et un polissoir au lieu-dit Haute Borne. La période gallo-romaine, de 50 av. J.-C. à 450 de notre ère, a laissé un tumulus désigné « La Butte du Chemin des Vignes », de nombreuses urnes funéraires remplies de cendres, des substructions, c'est-à-dire des cryptes et de nombreuses monnaies romaines.

### De 400 à 750
De la période mérovingienne (de 400 à 750 environ) on a situé près de l'église un cimetière franco-mérovingien, au lieu-dit Moyen Payen, une tombe en pierre à couvercle et un bol en verre bleu. De même, en creusant le canal de la Haute-Seine, beaucoup d'os humains, des débris de poterie et de monnaies françaises. On n'a pas trouvé dans les musées régionaux d'objet archéologique provenant du territoire de Clesles, mais uniquement des carreaux vernissés du XVIe siècle dont il sera parlé  plus loin. Comme lieux anciens plus récents, l'on relève à cent mètres au sud de l'église, la Motte Bordes, Motte des Murs, Mottes des Courtils, Motte de Saint-Lazare couramment appelée « La Moute », qui est un ancien château féodal : puis, à la sortie du village, au sud de la route se dirigeant vers Méry, un deuxième château la Motte Hérault, entouré d'eau, vraisemblablement de construction moderne, et qui serra démoli au début du XIXe siècle, le couvent des Trinitaires dans la contrée de la Mathurine, une ladrederie ou léproserie au lieu-dit la Fin aux Ladres qui disparaîtra vers 1552, l'existence de deux moulins sur le territoire du Champ Dolent, de la Rosière et des Rosiers.

### Les invasions barbares
En 451, l'invasion des Huns venant de Châlons, occupant et pillant toute la vallée avant de passer la Seine à Pont-sur-Seine pour se diriger ensuite vers Orléans.
En 862, l'arrivée des Normands, arrivant sur leurs drakkars bateaux spéciaux de 30 rameurs et 30 soldats, remontant la Seine, pillant tout sur leur passage avant d'aller en 892 incendier Troyes et sa cathédrale.
En 1128, Aton, évêque de Troyes, confirme l'église de Clesles à l'abbaye de Saint-Gond détruite par les Normands. Au XIIe siècle, Clesles faisait  partie de la région du Morvois dont le chef-lieu était Pont-sur-Seine et regroupait les écarts du Mesnil, du Marais et du Moulin-à-eau construit en 1120. Deux moulins existaient en 1226, qui ont brûlé par la suite.
Vers 1170 apparaissait le premier seigneur connu : Beuve de Clesles. Il devait faire tous les ans deux mois, puis par la suite trois, de garde au château de Méry dont relevait son fief. En outre, il était tenu envers les comtes de Champagne à l'hommage lige dont une des obligations principales était le service personnel en cas de guerre. Beuve mourut vers 1200-1205. Son fils fut probablement Hugues de Clesles dont la terre de Clesles était tenue en fief par Robert de Saint-Médard dans la première moitié du XIIIe siècle.
En octobre 1226, on relève une transaction entre les religieux de Macheret et le seigneur de Saint-Just, en l’occurrence Gui II de Dampierre Saint-Dizier.

### Le Moyen Âge et la Renaissance
De 1249 à 1274 vivaient  également d'autres personnages dits « de Clesles », dont le degré de parenté avec Hugues de Clesles n'est pas connu, et dont on ne sait  pas s'ils furent des seigneurs du village ou des hommes libres importants : Philippe de Clesles, nommé en même temps que Thibaut IV comte de Champagne, dans un acte du mois de mai 1249 ; Girard de Clesles tint ses biens à Ferreux, Pars-les-Romilly, Saint-Pouange, Hugues de Clesles à Droupt-Saint-Basle, Pierre de Clesles, Saint-Jean-de-Bonneval, Mesnil-les-Pars, Agnès de Clesles à Droupt-Saint-Basle et Droupt-Sainte-Marie, Isabelle de Clesles à Payens (Saint-Lyé) et Villacerf. Au cours  du XIIe siècle est également seigneur du lieu messire Perinet, mais sans précision sur la période exacte.
Au XIVe siècle apparaissent, en 1328, Oudart de Clesles, Adenet de Clesles, puis de 1371 à 1383 Ogier VII de Clesles, écuyer qui, en 1376, reçoit un marc d'argent de Pierre de Villiers, évêque de Troyes, pour avoir porté ce dernier, lors de son avènement et suivant la tradition, de l'abbaye Notre-Dame-aux-Nonnains, aujourd'hui préfecture de l'Aube, jusqu'à la cathédrale de Troyes ; et en 1383 Jeanne de Saint-Aoul, veuve de Ogier VII qui, le 9 juin, fait hommage à l'évêque de Troyes, son suzerain, pour la terre de Clesles. En 1364, la cure devient dépendante de l'abbé de Montier-la-Celle près de Troyes.
Au XIVe siècle, avec la guerre de Cent Ans, ce village eut aussi beaucoup à souffrir de la proximité de Méry occupé par les Anglais. En janvier 1409, une copie collationnée par deux notaires aux Chatelet mentionne le duc de Berry, comte de Poitou, seigneur de Clesles. En juillet 1431, ce dernier est le duc de Termouille, par ailleurs seigneur de Saint-Just. Cette année-là, la population souffre encore beaucoup. En 1468, Jean de Salazar, dit le Grand Chevalier, achète à Louise de la Tremouille la seigneurie de Saint-Just, comprenant  Clesles, et meurt en 1479 après avoir rendu de grands service à Charles VII contre les Anglais.
En 1488, son fils Hector, en tant que seigneur, baron de Saint-Just, Clesles et Bagneux, signera un échange avec les religieux de Macheret. Il meurt en 1502, et sur sa tombe dans l'église de Saint-Just, on voit gravé ce titre de seigneur de Clesles. En revanche, sur la tombe de son fils François, décédé en 1548 et enterré au même lieu, ce titre de Clesles ne paraît plus. En 1509, Jean Herault, écuyer, devient seigneur de Clesles et du Haut-Charmoy et propriétaire du fief de la Mothe. Il avait pour ascendant Jean Herault, originaire de Brie, notaire à Sézanne dès 1343, et fut anobli en février 1370.

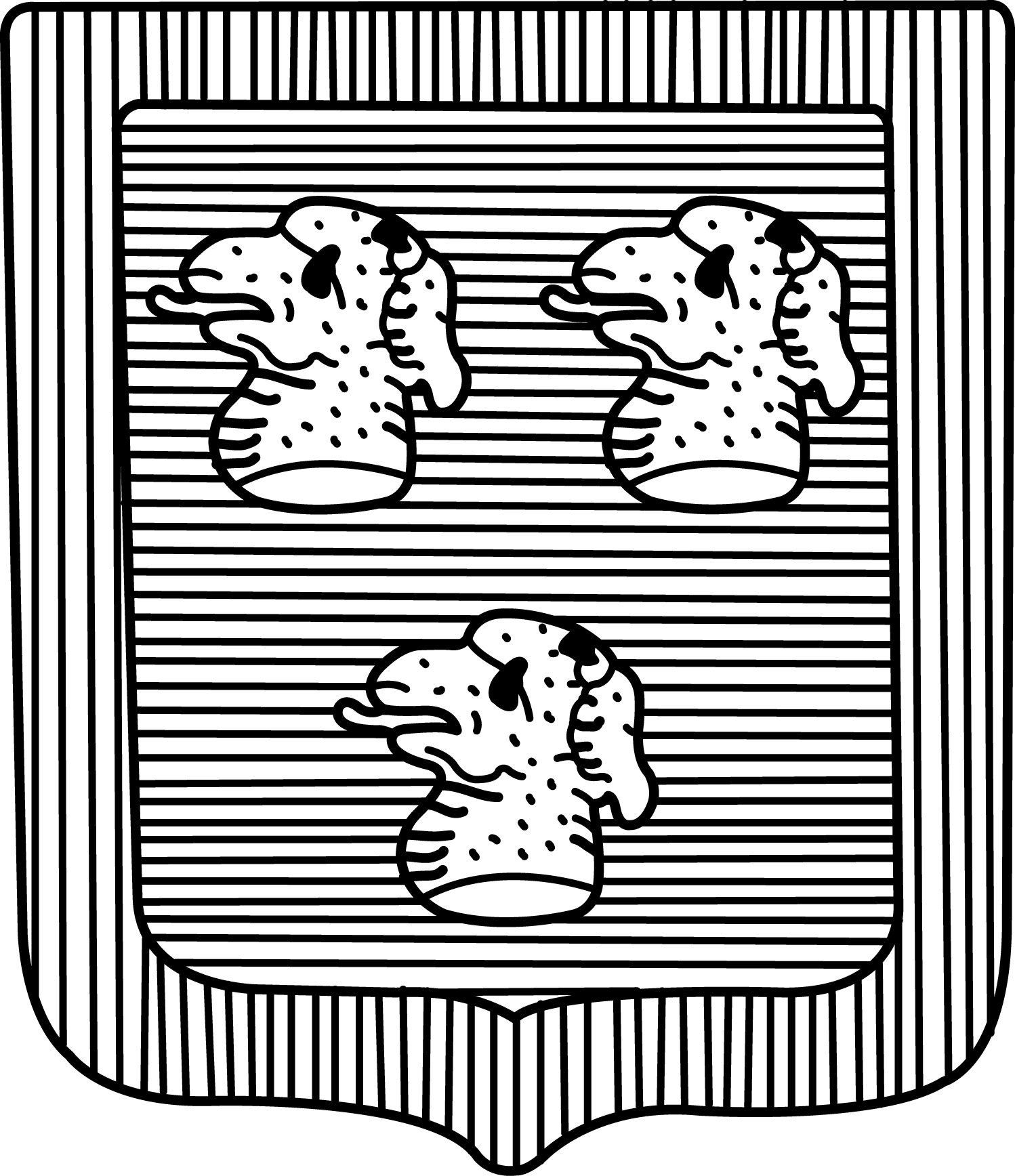
Blason de Louis Herault Seigneur de "Cleesle" de 1549 à 1566.

Après 1549, à Jean Herault succède son fils Louis qui porte le titre de seigneur de Clesles. Mort en 1566, il est inhumé dans l'église de Clesles. Mais le titre de seigneur de Clesles n'est pas conservé par le fils de Louis, prénommé également Louis. En 1606 des écrits parlent d'un seigneur de la Noue de Bièvre, et en 1613 on trouve Gédéon de Herault.
De 1590 à 1610, Henri IV vient dans la région réduire les derniers villages lui résistant et, en 1600, décide la construction du canal des Moulins de Sauvage. Pendant la guerre de Trente ans (1618-1648), pillages par les troupes allemandes. En 1651, occupation par celles de Mazarin et, en mars suivant, un incendie détruit le quart du village. En 1646, le fief de la Mothe est acquis par Roberts de Courtiles et sera donné, en 1701, à l'ordre de Saint-Lazare du Mont Carmel par son neveu Jean-Baptiste des Courtils de Bessy, qui fut créé premier commandeur de l'ordre. En 1655, la seigneurie de Clesles passe à Henri Ier de Guenegaud également baron de Saint-Just, seigneur de Longueville, Sauvage, Etrelles, Trigecourt près de Montmirail, et autres lieux.
En 1676, Henri II de Guenegaud lui succède. Il meurt en 1722 sans postérité, après qu'en 1714 la seigneurie de Clesles ait été vendue, avec celle de Saint-Just, à la famille Moreau de Sechelles. Celle-ci la possède pendant cinquante années alors que certains documents, laissent apparaître que le fief de Clesles appartenait, en 1717, à Messire Chambault de Fresnay, puis à Messire de Cambertin, et enfin à Messire de Chamoy. En 1723, Clesles qui dépendait du siège présidial de Troyes, passe sous celui de Sens et reste jusqu'en 1790. Au cours de l'hiver 1747 prend ici garnison le régiment de cavalerie de Louis Br, qui servit avec distinction sous Louis XIV et Louis XV. La famille Moreau cède la seigneurie le 24 juin 1764 à Charles Godard d'Aucourt qui en jouit jusqu'à la Révolution de 1789. D'Aucourt échappa miraculeusement à la guillotine grâce à la mort de Robespierre qui a lieu la veille du jour où d'Aucourt devait être conduit à l'échafaud.

#### La commanderie de la Motte de Clesles
La commanderie de la Motte de Clesles était située près de l'église et construite sur l'ancien tertre d'un château fort.
Elle était constituée d'une petite maison de deux pièces basses et d'une chambre haute.
|         | Arpents | Quartier |
| Terres  | 22      | 1½       |
| Prés    | 3       | 0        |
| Bois    | 3       | 1½       |
| Rivière | 3       | 0        |
| Totaux  | 29      | 2        |

Elle a porté les noms suivants : Motte des Barres, Motte des Bordes, Motte des Murs, Motte des Courtils, Motte de Saint Lazare.
Le 30 avril 1701, Jean-Baptiste des Courtils, chevalier de l'ordre militaire et hospitalier de Notre Dame du Mont Carmel et Saint Lazare de Jérusalem, seigneur du fief de la Motte des Mures et de Héraux, demeurant à Paris, donne audit ordre « par une singulière dévotion qu'il a pour lui et pour contribuer au rétablissement de ses fonctions de charité et d'hospitalité, » le fief de la Motte des Courtils avec toutes ses dépendances, sous les conditions expresses que le dit fief sera érigé en commanderie dudit Ordre, que le sieur donateur y sera nommé commandeur et de tous ces revenus jouir sa vie durant, qu'il aura la faculté d'en disposer en faveur d'un des gentilshommes de sa maison ou de tel autre qu'il lui plaira, ayant les qualités requises.
À cette époque, la dite terre de la Motte devint  « Commanderie de la Motte des Courtils ».
Le 10 février 1775, Jean-Baptiste Armand des Courtils abandonne ses droits sur la « Commanderie de la Motte des Courtils « et reçoit la somme de 1 200 livres qui aurait été remise par son aïeul à l'Ordre de Saint Lazare.
L'Ordre de Saint-Lazare se maintint jusqu'à la Révolution.

### La Révolution
La révolution de 1789 entraîne de grands bouleversements. Le Cahier des doléances, hélas n'existe plus, comme le confirment les archives de l'Yonne. Disparition de la province Champagne, création du département de la Marne et du canton de Saint-Just, dont font partie Clesles, Bagneux, Baudement, Saron et Soyer, et élaboration d'une liste de 662 citoyens ayant droit de vote pour élire trois représentants à l'Assemblée, qui désignera les dix députés de la Marne. Sur le plan de l'organisation religieuse, Clesles passe, après 14 siècles, du diocèse de Troyes à celui de Châlons qui, en 1791, disparaît au profit de Reims, lui-même rattaché en 1801 à celui de Meaux, le diocèse de Châlons ne reprenant qu'en 1823 son indépendance actuelle. Entretemps, Clesles fournit en 1790 vingt-quatre gardes nationaux. En 1792 trois jeunes hommes, J.B. Petitpas, Claude Roste, François Lecomte, s'enrôlent pour la défense de la Patrie et reçoivent une gratification de la commune. Mais, l'année suivante, plus de volontaire. Il faut trouver un contingent de huit hommes parmi les trente-huit enrôlables de 18 à 40 ans, et sont tirés au sort : Claude Petitpas âgé de 18 ans, deux Millard, André Seurat, âgés de 39 ans, cinq autres, dont un de 37 ans. La commune dut vendre des peupliers pour pourvoir en argent ces huit soldats ainsi désignés. En 1801 les trois cantons d'Anglure, Marcilly et Saint-Just sont réunis en un seul, formant le canton d'Anglure actuel. En novembre 1802, les habitants de Clesles viennent, armés de fusils, haches, baïonnettes contraindre sous la menace d'une hache le régisseur du château de Saint-Just, nommé Aucler, à leur remettre tous les titres de propriété, papiers et argent qui s'y trouvaient. Également par la suite, le maréchal Brune dut revendiquer des terres qu'il avait acquises de d'Arcourt, ancien seigneur, et que la commune de Clesles s'était plus ou moins appropriées.
En 1813, le château est la propriété de Hippolyte Rousseau de Chamoi, seigneur de Tertepée près de Faux-Fresnay. En 1814, avec la campagne de France, envahissement par les troupes de Schwarzenberg réquisitionnant, pillant et maltraitant la population, alors que, peu après, celle-ci devra subir plusieurs inondations jusqu'en 1840. En 1850, commencement de la construction des bâtiments communaux. En 1865, Clesles a pour maire un certain Acier, pour adjoint Millard, pour instituteur Ronciaux.

### La guerre de 1870
En 1870, c'est la guerre. L'approche redoutée des Prussiens crée de grandes paniques, et cette nouvelle invasion amène son lot de réquisitions, de sévices, et est suivie d'une longue occupation car il faudra payer aux vainqueurs une lourde dette pour qu'ils consentent à quitter la France. En 1890, l'on trouve dans les coutumes le maintien de la vaine pâture.

### Guerres mondiales
Toute une période de prospérité marque la vie locale en cette fin de XIXe siècle, mais bientôt sonne le glas de 1914. Si Clesles est épargnée par l'invasion allemande lors de la Première Guerre mondiale, elle doit néanmoins payer, durant cette guerre, puis au cours de la Seconde Guerre mondiale et des récents conflits, le plus lourd impôt qui soit, celui de sang, avec le sacrifice de 34 de ses enfants, dont les noms sont inscrits dans tous les cœurs, et au plus profond de la pierre du monument aux morts, inauguré le 11 juin 1922, au cours de très belles cérémonies religieuses et civiles, auxquelles prirent part, notamment, le vice-président du Conseil de préfecture, le colonel du 106e R.I., messieurs Forgeot, Laurent, Dumay, les maires du canton entourés des autorités locales, de la fanfare municipale et d'une population très émue.

### Essor industriel
Sur le plan économique, dès le XIIe siècle, indépendamment du courant fluvial de la Seine, Clesles est favorisée par le passage de l'un des plus grands axes commerciaux reliant les deux villes de foires que sont Troyes et Sézanne, ainsi que les localités avoisinantes : Méry, Saint-Oulph, Saint-Just, Baudement, Saint-Quentin, à une époque où les routes étaient rares ou mal entretenues. Sa population a évolué au cours des siècles de la façon suivante : vers 1665, sous Louis XIV, l'on compte 600 habitants, puis 500 sous Louis XV, à la Révolution de 1789 600 environ, un maximum de 800 en 1851 sous Napoléon III, 700 en 1911, 500 en 1968 pour 480 en 1982 et 560 actuellement.
On ne s'étendra pas longuement sur l'activité bien connue de la bonneterie de laine installée dès 1774 avec sept métiers, une filature de coton, près de trente ouvriers, et en 1845 soixante familles recensées vivant de ces industries. En 1781, fonctionnent des forges de fer, fourneaux, et beaucoup plus tard une scierie. En 1845, l'activité agricole renommée se présente ainsi : 42 laboureurs exploitent 680 hectares de terre, 440 de prés et herbages, 106 de bois, 40 de prés artificiels, 60 de chanvre. En 1876 la répartition est la suivante : labours 790 hectares, bois 48 hectares, près 422 hectares, divers 66 hectares dont les vignes de Pignolle (il existe toujours le Chemin de la Vigne), et en 1945, l'ont constate que lin, chanvre, vignes ont disparu, la production d'avoine et surtout de seigle a diminué. Par contre on a planté de grandes étendues de betteraves, le blé passe dans l'importance des récoltes du troisième au premier rang, les bois recouvrent encore 105 hectares et l'on note l'apparition des tracteurs.

#### Navigation et flottage du bois
Mais il convient d'attirer aussi l'attention sur deux autres activités souvent très mal connues aujourd'hui et qui influencèrent la vie de ce village. Une grande partie de la population était occupée à la navigation et au flottage du bois sur la Seine qui prit naissance vraisemblablement ici au milieu du XVIe siècle. L'importance des voies navigables pour l'approvisionnement de Paris a été mise en évidence dès 1655 par l'élargissement de la Seine à 40 pieds ou 13 mètres, et par un arrêt de Louis XVI, en 1777, interdisant la construction de moulins, vannes, pertuis, ponts, qui feraient obstacle à la navigation des bois, les riverains étant de plus tenus de libérer 24 pieds ou 8 mètres de largeur pour le halage des bateaux.
Il faut rappeler que, parmi les sources importantes de revenus dans la région, on doit ranger les bois exploités depuis Troyes jusqu'à Nogent-sur-Seine. Grâce à la facilité des communications par la Seine et par l'Aube, le trafic se faisait fluvialement  pour les bois de chauffage, de charpente de construction destinés à Paris, dont les besoins étaient énormes. En 1789, année froide, 1 180 000 stères flottant sur tous les cours d'eau en amont de Paris, prirent le chemin de la capitale. L'acheminement s'effectuait en deux phases : tout d'abord le flottage à billes perdues en amont  de la Seine pour ce qui concerne Clesles, et près des lieux d'abattage d'où les arbres en grumes étaient amenés au moyen de chariots et de fardiers circulant sur de mauvais chemins remplis d'ornières, par des débardeurs appelés aussi « tirachiens ». L'origine de ce nom vient de ce que beaucoup de ces gens sortaient de la Thiérache. Ils avaient de petits chevaux se dispersant dans la forêt pour chercher  leur nourriture, et rappliquant au galop auprès de leur maître lorsque celui-ci les appelait en sifflant entre ses doigts. Puis un à un les arbres étaient jetés dans la rivière et guidés par des meneurs d'eau surnommés aussi poules d'eau, repoussant des berges avec de longues perches, en suivant  le flot, les billes qui venaient échouer sur les bords. Les billes, non travaillées livrées par les bûcherons, portaient le nom de bois bertaux. Ces billes perdues et acheminées par flottage sur la Seine, étaient récupérées à Marcilly, au lieu-dit la Bosse au Rivage, par des pieux fichés en travers du fleuve : Saron, de son côté, recevait toutes les billes flottant sur l'Aube, et a Marcilly et Saron étaient alors formés les trains de bois ou brelles. L'importance de ce passage de billes perdues sur la Seine est évalué à Clesles, à environ quarante mille stères par an, ce qui procurait du travail à un grand nombre d'habitants.

### Le canal de la Haute-Seine
Une autre page d'histoire de grande importance économique fut pour Clesles la création par Napoléon Ier en 1806, puis la mise en service en 1846, du canal de la Haute-Seine qui traverse tout le territoire mais aussi, étant doté d'un port de chargement, desservait très bien le village. Longtemps, cette voie d'eau assura une très grande activité, mais par suite d'une limite des possibilités de chargement des péniches, dues à la réduction rendue obligatoire du niveau du plan d'eau entre Conflans et Montereau, par suite également d'une réduction des crédits affectés à l'entretien du canal, les passages de péniches diminuèrent assez rapidement, ce qui fut très regrettable pour l'économie mais aussi pour la vie locale qui s'animait le soir quand, suivant les paroles d'une valse lente bien connue avant 1935 : « la nuit s'étant faite, les berges s'estompant, glissaient les beaux chalands doucement éclairés, emportant les amours. » Certes, ce canal ne  fonctionne plus mais il continue d'exister. Il a constitué un atout majeur de prospérité qui se retrouvera peut-être sous une forme modifiée, et la genèse de la création de cette voie d'eau a constitué un grand événement tout au long du siècle passé.

## Politique et administration
| Période | Période                      | Identité                       | Étiquette | Qualité |
| ------- | ---------------------------- | ------------------------------ | --------- | ------- |
| ?       | 1812                         | Edme Nizier Richomme           |           |         |
| 1812    | 1813                         | Jean-Baptiste Clivot           |           |         |
| 1813    | 1828                         | Jean-Baptiste Trutat           |           |         |
| 1828    | 1831                         | Jean-Baptiste Millard          |           |         |
| 1832    | 1844                         | Jean-Baptiste Simon Richomme   |           |         |
| 1844    | 1846                         | Joseph Paisant                 |           |         |
| 1846    | 1854                         | Jean-Baptiste Simon Richomme   |           |         |
| 1854    | 1878                         | Auguste-Paul Denis Acier       |           |         |
| 1878    | 1884                         | Etienne-Philéas Millard        |           |         |
| 1884    | 1888                         | Paul-Denis Auguste Acier       |           |         |
| 1888    | 1905                         | Laurent-Athanase Trutat        |           |         |
| 1905    | 1912                         | Edme Clivot                    |           |         |
| 1912    | 1931                         | Louis-Placide Millard-Delaitre |           |         |
| 1931    | 1935                         | Eugène Jollain                 |           |         |
| 1935    | 1947                         | Pierre Richomme                |           |         |
| 1947    | 1953                         | Louis Lefevre                  |           |         |
| 1953    | 1959                         | Emile Pimpernelle              |           |         |
| 1959    | 1975                         | Désire Corbet                  |           |         |
| 1975    | 1977                         | Luc Pimpernelle                |           |         |
| 1977    | 1989                         | Jean Ludot                     |           |         |
| 1989    | 2001                         | Raymonde Chartiezix            |           |         |
| 2001    | 2014                         | Yves Gerlot                    |           |         |
| 2014    | En cours (au 4 juillet 2014) | Jean-Marie Vanryssel           |           |         |

## Démographie
L'évolution du nombre d'habitants est connue à travers les recensements de la population effectués dans la commune depuis 1793. Pour les communes de moins de 10 000 habitants, une enquête de recensement portant sur toute la population est réalisée tous les cinq ans, les populations de référence des années intermédiaires étant quant à elles estimées par interpolation ou extrapolation. Pour la commune, le premier recensement exhaustif entrant dans le cadre du nouveau dispositif a été réalisé en 2004.

En 2022, la commune comptait 631 habitants, en évolution de +0,48 % par rapport à 2016 (Marne : −1,19 %, France hors Mayotte : +2,11 %).
| 1793 | 1800 | 1806 | 1821 | 1831 | 1836 | 1841 | 1846 | 1851 |
| ---- | ---- | ---- | ---- | ---- | ---- | ---- | ---- | ---- |
| 515  | 556  | 575  | 649  | 649  | 690  | 713  | 748  | 797  |

| 1856 | 1861 | 1866 | 1872 | 1876 | 1881 | 1886 | 1891 | 1896 |
| ---- | ---- | ---- | ---- | ---- | ---- | ---- | ---- | ---- |
| 785  | 802  | 771  | 786  | 773  | 779  | 773  | 754  | 732  |

| 1901 | 1906 | 1911 | 1921 | 1926 | 1931 | 1936 | 1946 | 1954 |
| ---- | ---- | ---- | ---- | ---- | ---- | ---- | ---- | ---- |
| 696  | 693  | 651  | 591  | 584  | 562  | 563  | 531  | 544  |

| 1962 | 1968 | 1975 | 1982 | 1990 | 1999 | 2004 | 2006 | 2009 |
| ---- | ---- | ---- | ---- | ---- | ---- | ---- | ---- | ---- |
| 506  | 508  | 474  | 477  | 463  | 478  | 543  | 560  | 589  |

| 2014 | 2019 | 2022 | - | - | - | - | - | - |
| ---- | ---- | ---- | - | - | - | - | - | - |
| 626  | 612  | 631  | - | - | - | - | - | - |

## Culture et patrimoine

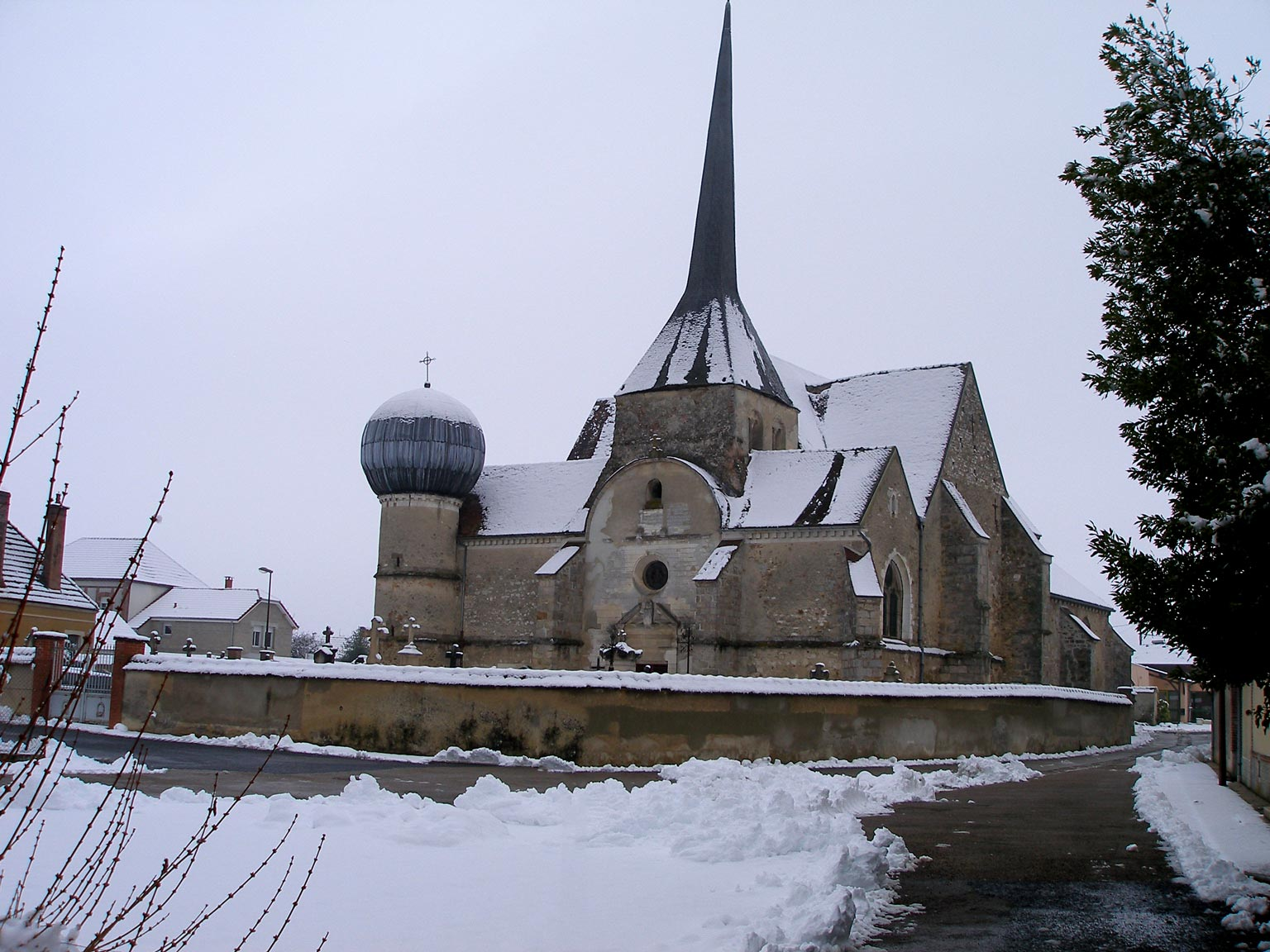
L'église de Clesles sous la neige.

### L'église
Et après s'être incliné devant ce monument, qui ne sera agréablement surpris en voyant tout à côté la très belle église du lieu, dédiée en 1383 à saint- ulpice de Bourges, mort en 591 et à saint Antoine le Grand (251-356) ermite bien connu accompagné d'un petit cochon. Ces deux saints étaient représentés par de très beaux vitraux, hélas disparus pendant la guerre 1939-1940. De l'église primitive, il ne reste que la tour du clocher qui date du XIIe siècle et dont la toiture, atteinte par la foudre, brûla en 1813. L'église actuelle est remarquable et fut construite en plusieurs fois ; la nef daterait du XVe siècle, le chœur, le chevet et le transept du XVIe siècle. À l'intérieur l'on trouve la pierre tombale de messire Herault, seigneur de Clesles, et de son épouse.
De très beaux carrelages vernissés du XVIe siècle, actuellement au Musée de Troyes, représentant griffon et rosace, des oiseaux buvant dans une vasque ornée de fleurs de lys, portant l'inscription « c'est mon plaisir », qui est la devise de François Ier.

### Chronologie des prêtres de la paroisse

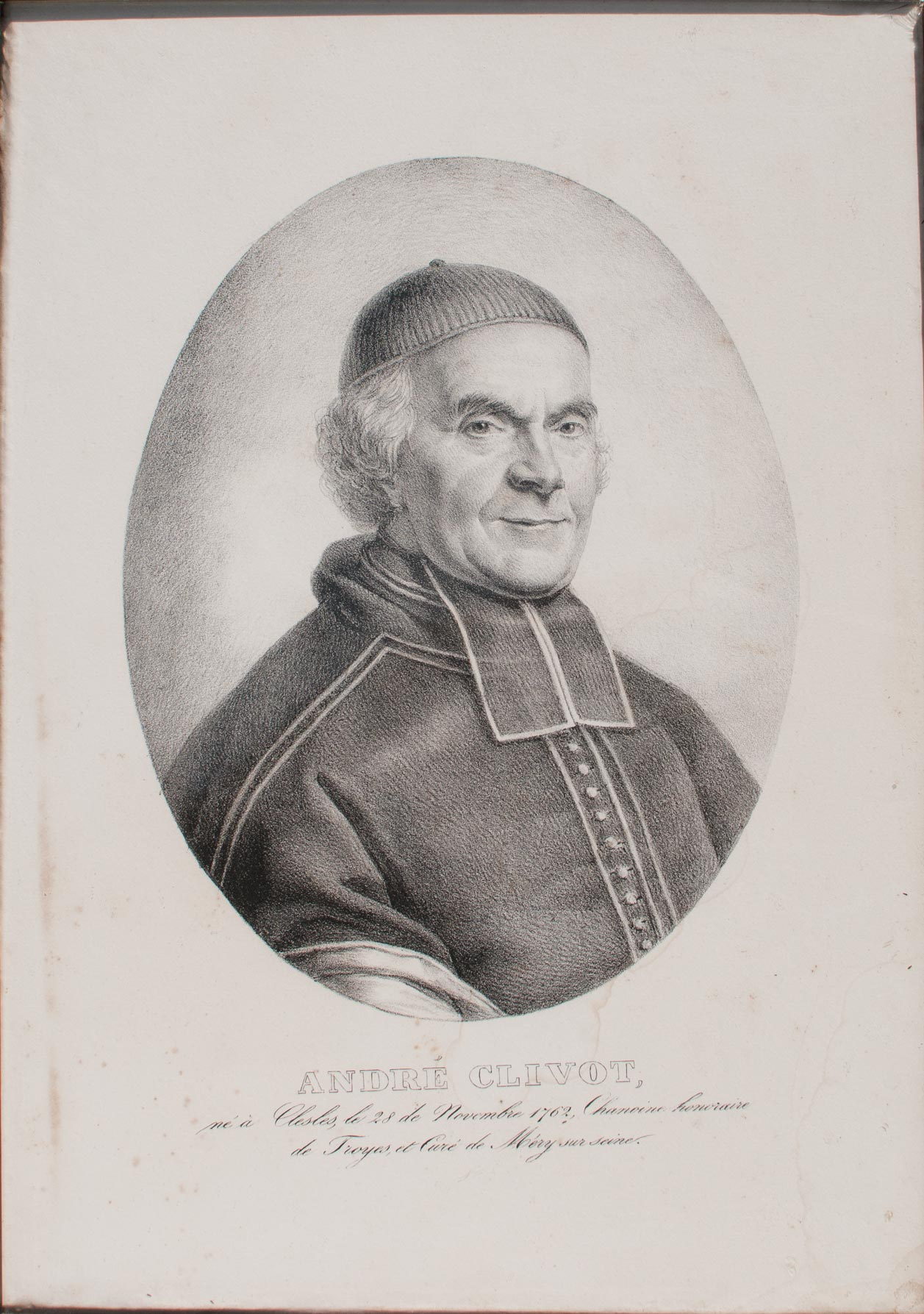
Portrait de l'abbé André Clivot.

Parmi les curés les plus célèbres qui habitèrent le beau presbytère on relève : en 1673 Jean Macquart des Cordeliers de Sézanne, en 1709 Grollet également des Cordeliers de Sézanne, en 1741 Claude Hardy, en 1791 Dufort qui, après avoir prêté serment à la constitution républicaine, se rétracte par la suite, rembourse ses émoluments d'un trimestre, soit 300 livres, et partit en exil. Il est remplacé par Guillemot, curé assermenté, nommé par l'évêque constitutionnel Diot de Châlons. En 1795 Gauthier, également curé assermenté, en 1806 Lebrun, bienfaiteur de la paroisse, en 1832 Pliez autre bienfaiteur de la paroisse. Puis à la suite l'abbé Clivot, né à Clesles, brillant métaphysicien qui mourut curé-doyen de Méry, les abbés Jeanson, Lalouelle, Appert, ce dernier qui crée les grandes orgues vers 1870, Lefaucher et, plus près de nous, l'abbé Petit, de 1936 à 1964, ancien aumônier du stalag 9 A en Allemagne et, à son retour, élu vice-président cantonal des Anciens Combattants. Trois cloches ornent le clocher et ont pour noms : Marie Eugène Paule note fa, Marie Germaine note sol, Marie Louise  note la. Elles remplacent leur ainée, fondue en 1791, et une deuxième cloche fêlée en 1926.

### La légende d'Ogier d'Anglure
Les trois cloches actuelles ont été fondues en 1934 et bénites la même année par monseigneur Royer, vicaire général, protonotaire apostolique du diocèse de Châlons, et ont pour parrains et marraines : les époux Paul Lacour, Boisseau-Contat, Marc Richomme et M.Louise Herman. Mais il y a aussi à Clesles, accolée à l'église, une tour originale, à la personnalité affirmée, et dont l'origine présente encore quelque mystère se rattachant à l'histoire d'Anglure et à l'évènement d'importance que fut, au XIIe siècle, la libération d'Ogier seigneur du dit lieu, par Saladin, sultan d'Égypte, au cours de la 3e croisade. Voici ce que raconte la légende. Au cours de la 3e croisade, Ogier de Saint-Cheron a été fait prisonnier par Saladin. Celui-ci informé de la bravoure que le chevalier franc avait déployé dans le combat, lui accorda la liberté, moyennant la promesse d'une énorme rançon. Ogier arriva à son château d'Anglure et ne put recueillir la somme nécessaire, car les vassaux de ses nombreux domaines s'étaient déjà imposé de lourds sacrifices en payant l'aide à son départ pour la croisade. Alors, loyal chevalier, sachant les tourments terribles qui l'attendaient, plutôt que de manquer à sa parole donnée, il alla se constituer prisonnier. Il offrit pour la délivrance de ses compagnons, ce qu'il avait pu recueillir d'or. Saladin, touché de sa grandeur d'âme, le renvoya dans sa patrie aux trois conditions suivantes :
- 1re : Les armoiries d'Anglure jusque-là d'or aux grelots d'argent, porteraient à l'avenir d'or aux grelots d'argent soutenus de croissants de gueules.
- 2e : Que l'un des fils du seigneur porterait le nom de Saladin.
- 3e: Que dans l'une de ses terres serait bâti un temple en l'honneur de Mahomet.

La terre de Clesles appartenant à Ogier d'Anglure, la légende dit que la tour appelée « sarrasine » pourrait être la réalisation de ce troisième souhait.
Mais cette tour garde son mystère sur son origine, par contre on la retrouve au XIXe siècle sous le nom de Tour aux fromages, endroit réputé idéal pour « les faire passer » avec les bons soins de jeunes fromagères. Sa toiture fut rénovée avec des plaques de plomb en 1903 et ses mérites vantés  par cette poésie retrouvée :

#### La Tour aux «Fromages» de Clesles
C'est là que les habitants, pour expliquer la bonne renommée de leurs fromages, prétendaient les « faire passer ».
A Clesles en Champagne,

Près de l'antique église une tour se dressait,

Avec entrain, chacun dans la campagne,

Depuis longtemps se redisait :

« Notre tour, sans campagne,

« La gloire à nous tous gagne

« Autrefois dans son sein, le fromage passait.
Or, sachez que par rage,

Soleil et froid et vent avaient dans son pourtour,

Non sans souci du parfait aérage,

Au sud percé la pauvre tour,

Dès lors, du voisinage,

Remplaçant le fromage,

Tous les oiseaux, en paix, l'habitaient nuit et jour.

La fortune, naguère

Voulant bien nous sourire, un sauveur apparaît,

Le bois, le plomb, ainsi qu'on le préfère,

A lui s'offrent tout à souhait

Pour cacher la misère 

De ce vilain repaire,

Et vite, dans les airs, votre tour se refait.
« Femmes de ce village,

« Tenez-vous du public, reprendre les faveurs?

« Toujours ayez du savoureux fromage

« Dont à l'envi vos visiteurs

« On donné d'âge en âge

« Excellent témoignage 

« A la tour, replacez ce fruit de vos labeurs. »

#### Triptyque
D'après la description en 1883, par l'Abbé Jacquesson, dans un livret concernant l'église de Clesles
"Signalons d'abord un triptyque portant le millésime 1565 et que M. du Sommerard attribue à l'école d'Albert Dürer (1471-1428).C'est bien, en effet, l'admirable correction des œuvres du patriarche de la peinture en Allemagne, et cette merveilleuse entente de la figure humaine qui lui fit écrire son traité de la Variété des figures. Le panneau central représente le crucifiement, Jérusalem, la ville coupable et une perspective de rochers formant le fond du tableau. Les soldats de l'escorte sont en uniformes de reîtres et de lansquenets.
On sait que tous les peintres du moyen-âge et de la Renaissance copiaient ordinairement les costumes de leur temps.
L'artiste n'ayant pas voulu oublier saint Pierre, le représente dans un groupe secondaire au moment où il s'élance avec son ardeur bien connue, pour frapper Malchus et ne réussissant qu'à lui couper l'oreille.
Le volet à droite représente la Résurrection. Le Christ sort du tombeau, sa croix à la main. Les soldats gardiens du Divin mort, ont des attitudes saisissantes qui rendent bien la frayeur qui a dû être la leur à ce moment. Le centurion est un portrait de François 1er.
Le volet à gauche, représente la marche vers le Calvaire. Le peintre a mis dans cette scène tout le mouvement qu'elle comporte. Les figures des saintes femmes sont particulièrement bien traitées.
La peinture de ce triptyque est aussi bien conservée que s'il avait été placé dans nos grands musées. L'éminent directeur du musée de Cluny estimait que cet objet a une valeur de 8 000 francs."
Ce triptyque n'est actuellement plus présent dans l'église.

### Dicton
- « Entre Clesles et Bagneux n'a pas terre qui veut. Entre Étrelles et Clesles, n'a pas les filles qui veut. »

### Media

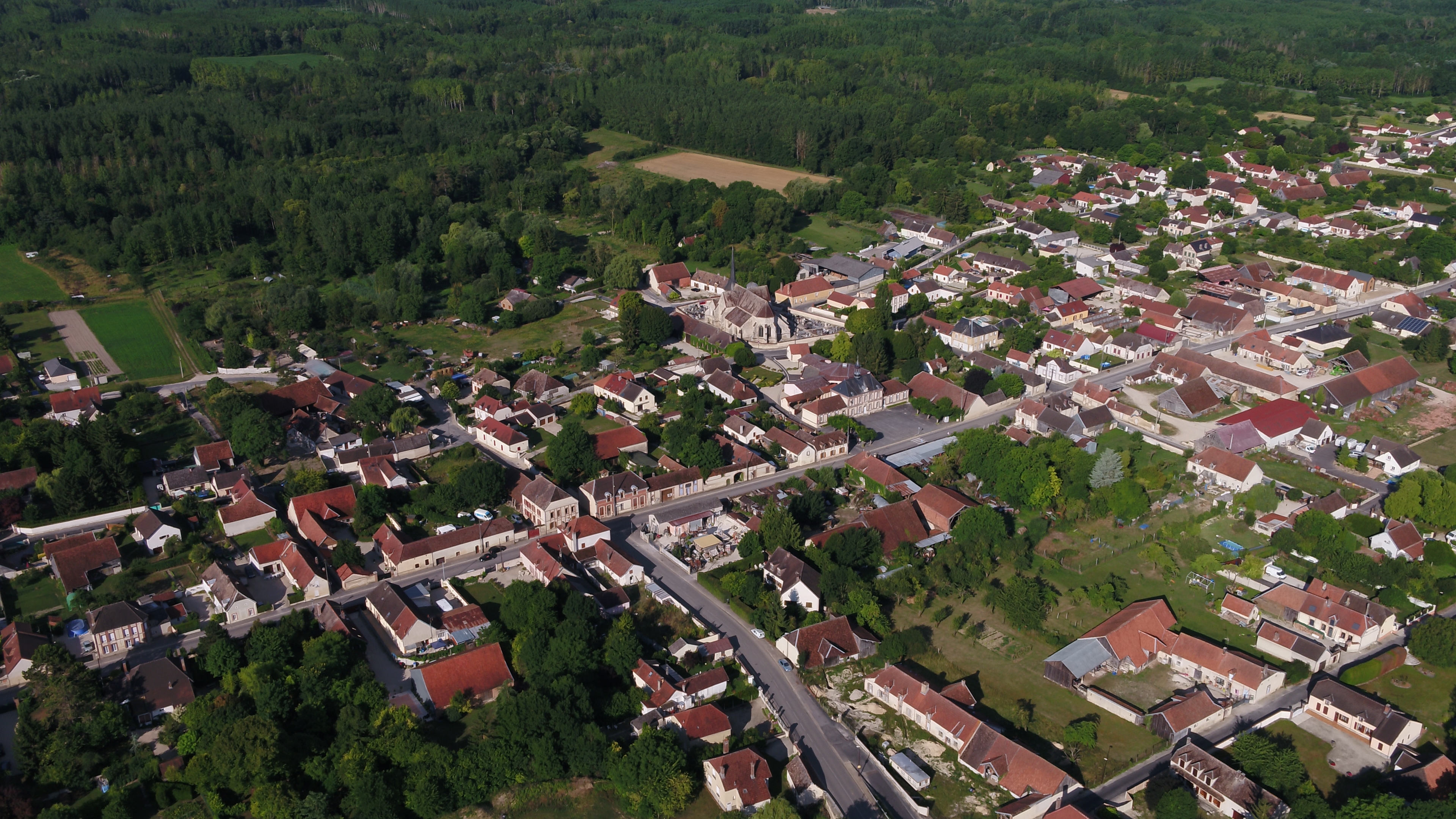
Prise de vue aérienne de Clesles, le 22 Juillet 2017.